# Atracción interpersonal

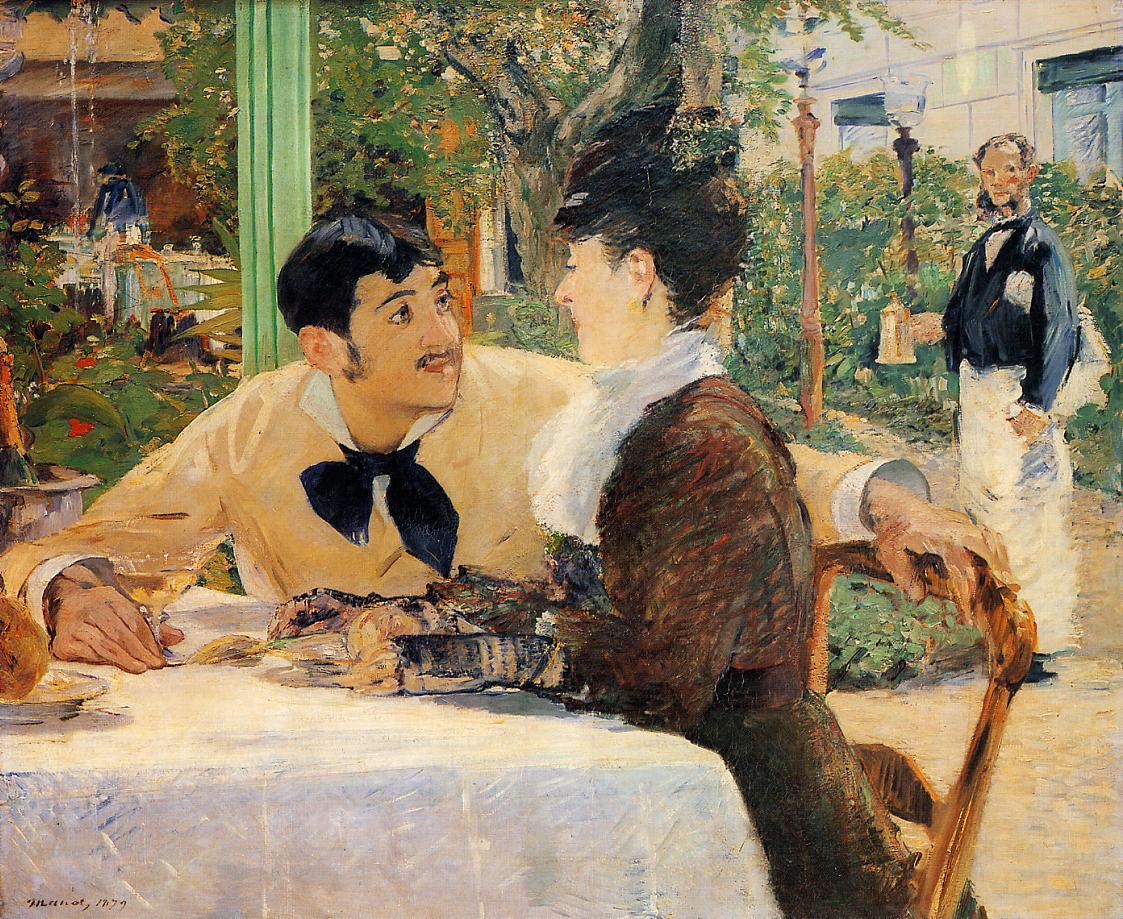
Pareja en el Père Lathuille, Manet, 1879.

Atracción interpersonal  refiere o señala la captación y seducción entre dos individuos, que conduce a lo que podríamos llamar transición de una amistad o de un simple conocimiento social, a una relación de pareja. La atracción interpersonal es distinta de la percepción del atractivo físico mutuo entre los individuos involucrados, pues el mismo puede ser ocasional y más efímero.
El estudio de la atracción interpersonal se clasifica en la investigación en psicología social, y tiene que ver o se vincula con la admiración por la conducta interpersonal del otro, así como con el amor, con la simpatía mutua, y con la repugnancia y el odio compartido hacia terceros, etc.
La atracción interpersonal puede ser vista como una fuerza que actúa entre dos personas, y que trata de unirlas.

## Causas
Ciertos factores influyen para que una simple relación social o conocimiento social se transforme, con el paso del tiempo, en un sentimiento más intenso y más arraigado como la amistad o más particularmente como una relación amorosa. Y los factores que en forma más frecuente y recurrentemente influyen para que se realice una transformación de este tipo son los siguientes: atracción física, proximidad psicológica y social, percepción interpersonal, familiaridad y amabilidad, afinidad de gustos e intereses, complementariedad y convivencia, atracción recíproca, simpatía, admiración, confianza, refuerzo o reforzamiento, seguridad, intimidad, atracción erótica y pasión, dedicación al hogar, a la familia, y a la pareja, compatibilidad.